# Catherine Fabre
Catherine Fabre (ur. 19 września 1978 r. w Tuluzie) – francuska polityk reprezentująca partię La République En Marche! W wyborach parlamentarnych w czerwcu 2017 r. została wybrana do francuskiego Zgromadzenia Narodowego, w którym reprezentuje departament Żyrondy.